# Ляодунски полуостров
Ляодунския полуостров (на китайски: 辽东半岛; на пинин: Liáodōng bàndǎo) е полуостров в Североизточен Китай, в провинция Ляонин. Простира се от североизток на югозапад на протежение от 225 km и ширина от 80 до 130 km, между заливите Ляодунски на северозапад и Корейски на югоизток. Югозападният му край се нарича Квантунски полуостров, който е даден под наем на Руската империя през 1898 г. Югоизточните и северозападните му брегове са ниски, праволинейни, с широка ивица, осушаваща се по време на отлив. Релефът е предимно хълмист и нископланински, като голяма част от повърхността му не превишава 300 m н.в. Максимална височина връх Буюншан 1132 m. Ляодунския полуостров е изграден основно от варовици, шисти и кварцови пясъчници, отчасти – гнайси, а на места и базалтови покривки. По слоновете растат малки дъбови и лескови горички. Обширни пространства са засети с насаждения от гаолян и царевица. В южния край на полуострова е разположен големият град и пристанище Далян (в състава на града са включени бившите пристанища Дайрен и Порт Артур). В края на XX век – началото на XXI век се наблюдава стремителен ръст на Далян и другите градове на полуострова.